# جاك شارل دوبون دو لور
جاك شارل دوبون دو لور (بالفرنسية Jacques Charles Dupont de l'Eure): سياسي فرنسي. 

ولد بتاريخ 27 شباط 1767 في نوبورج التابع لأور في منطقة نورماندي، وتوفي بتاريخ 2 آذار 1855 في ورج ـ بيير التابعة لنفس المنطقة.
شهد دو لور وساهم في ثلاث ثورات فرنسية وهي: 
ثورة 1789 و ثورة 1830 و ثورة 1848.